# オオネズミクイ
オオネズミクイ（Dasyuroides byrnei）はフクロネコ形目フクロネコ科の有袋類。

## 分布
オーストラリア大陸中央、クイーンズランド州と南オーストラリア州の砂漠。

## 形態
体長は13.5-18cm、尾長は11-14cm。背中は淡黄褐色～灰色、腹部は明色で、長いふさふさの尾を持つ。目は大きく、耳は直立する。

## 生態
単独性で、穴に住む。夜行性で、肉食性。妊娠期間は30-35日、産子数は6-7。